# Nemesfém (kémia)

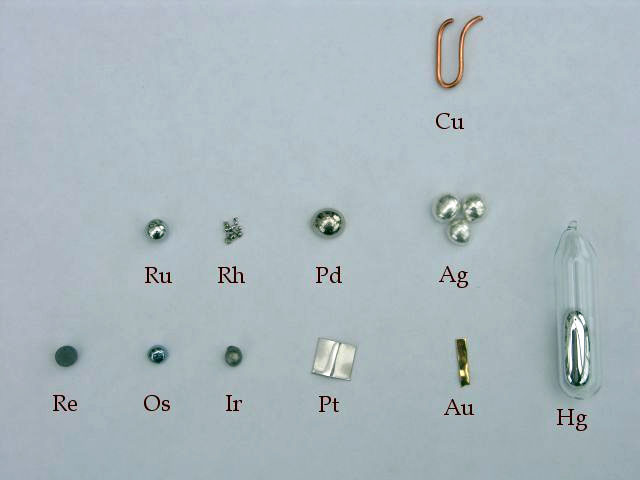
A nemesfémek – a higanyt és réniumot is ide sorolva – a nem nemesfém rézzel, a periódusos rendszerben elfoglalt helyük szerinti elhelyezésben

A nemesfémek olyan fémek, amelyek – a nem nemes fémek többségével ellentétben – ellenállnak a korróziónak és a nedves levegő oxidáló hatásának. A nemesfémek ára – többnyire a földkéregbeli ritka előfordulásuk következtében – jellemzően magas. A nemesfémek közé az alábbi elemeket szokás sorolni (növekvő rendszám szerint): ruténium, ródium, palládium, ezüst, ozmium, irídium, platina és arany.
Más források a higanyt sőt még a réniumot is a nemesfémek közé sorolják.
Ugyanakkor a titánt, nióbiumot és a tantált nem tekintik nemesfémek, noha ezek az elemek is nagyon ellenállóak a korrózióval szemben. A nemesfémek nem keverendők össze a „drágafémekkel” (angolul precious metal)

## Bevezetés
A palládium, platina, arany és higany királyvízben – sósav és salétromsav tömény elegyében – oldódik, az irídium és ezüst azonban nem. (Az ezüst ugyanakkor salétromsavban oldódik.) A ruténium királyvízben csak oxigén jelenlétében oldódik, a ródium pedig csak finoman elporított állapotban reagál. A nióbium és tantál a savaknak – még a királyvíznek is – ellenáll.
A nemesfémek „nemessége” relatív jelző is lehet: a fémek „jellemerősségi sora” a fémek (vagy más elektromosan vezető anyagok, ideértve a kompozitokat és félfémeket is) olyan rangsora, mely a „nemestől” az „aktívig” tart, és melynek segítségével a tervezők számára lehetővé válik, hogy ránézésre meg tudják mondani, hogy az adott sor felállításához tartozó körülmények között hogyan fognak egymásra hatni az anyagok. A szónak ebben az értelmében a grafit az ezüstnél nemesebb, és számos anyag egymáshoz képest mért nemessége erősen függ a körülményektől, így például az alumínium és a rozsdamentes acél esetén a pH-tól.-
A nemesfémek fizikai definíciója még szigorúbb. Eszerint az elektronszerkezet d sávjainak betöltöttnek kell lenniük. Ezt figyelembe véve csak a réz, ezüst és az arany nemesfémek, mivel ezen elemekre teljesül, hogy minden d-szerű sávjuk teljesen betöltött, és energiájuk nem haladja meg a Fermi-szintet. A platina két d-sávja a Fermi-szint fölötti, ami a kémiai tulajdonságokat is megváltoztatja: ezt a fémet katalizátorként alkalmazzák. A reakciókészségbeli eltérés jól érzékelhető, amikor tiszta fémfelületet állítanak elő ultra nagy vákuumban: a fizikai értelmezés szerinti nemesfémeket (például az aranyat) könnyű megtisztítani és hosszú ideig tisztán tartani, míg például a palládiumot vagy platinát gyorsan szén-monoxid borítja be.

## Elektrokémia
A fémes elemek – köztük számos nem nemesfém – kémiai „nemességük” szerint rendezett listája (a nemesfémek félkövérrel vannak kiemelve):

| elem       | csoport | periódus | reakció                            | potenciál |
| ---------- | ------- | -------- | ---------------------------------- | --------- |
| Arany      | 11      | 6        | Au → Au3+ + 3 e−                   | 1,498 V   |
| Platina    | 10      | 6        | Pt → Pt2+ + 2 e−                   | 1,18 V    |
| Irídium    | 9       | 6        | Ir → Ir3+ + 3 e−                   | 1,156 V   |
| Palládium  | 10      | 5        | Pd → Pd2+ + 2 e−                   | 0,987 V   |
| Ozmium     | 8       | 6        | Os + 4 H2O → OsO4 + 8 H+ + 8 e−    | 0,838 V   |
| Ezüst      | 11      | 5        | Ag → Ag+ + e−                      | 0,7996 V  |
| Higany     | 12      | 6        | 2 Hg → Hg2+2 + 2 e−                | 0,7973 V  |
| Polónium   | 16      | 6        | Po → Po2+ + 2 e−                   | 0,65 V    |
| Ródium     | 9       | 5        | Rh → Rh2+ + 2 e−                   | 0,600 V   |
| Ruténium   | 8       | 5        | Ru → Ru2+ + 2 e−                   | 0,455 V   |
| Réz        | 11      | 4        | Cu → Cu2+ + 2 e−                   | 0,337 V   |
| Bizmut     | 15      | 6        | Bi → Bi3+ + 3 e−                   | 0,308 V   |
| Technécium | 7       | 5        | Tc + 2 H2O → TcO2 + 4 H+ + 4 e−    | 0,272 V   |
| Rénium     | 7       | 6        | Re + 2 H2O → ReO2 + 4 H+ + 4 e−    | 0,259 V   |
| Antimon    | 15      | 5        | 2 Sb + 3 H2O → Sb2O3 + 6 H+ + 6 e− | 0,152 V   |

A csoport és periódus oszlopok a fém periódusos rendszerben elfoglalt helyét, azaz tulajdonképpen az elektronkonfigurációt adja meg.

Végül a potenciál oszlopban az elemnek a standard hidrogén elektróddal szemben mért elektromos potenciálja szerepel.
A táblázatban nem szereplő elemek vagy nem fémek, vagy negatív a standard potenciáljuk.
Az antimont a félfémek közé soroljuk, így tehát nem lehet nemesfém. A vegyészek és kohászok a rezet és bizmutot sem sorolják a nemesfémek közé, mivel az alábbi – nedves levegőn lehetséges – reakcióban könnyen oxidálódnak:
O2 + 2 H2O + 4 e− ⇄ 4 OH−(aq) + 0,40 V
Az ezüst felületén kialakuló fekete bevonat a hidrogén-szulfiddal végbemenő reakció eredménye. Kémiailag a patinát a nedves levegő oxigénjének támadása, majd az ezt követő, a CO2-dal történő reakció okozza.
Ugyanakkor a rénium bevonatú tükrök egyes források szerint rendkívül tartósak, annak ellenére, hogy más források szerint a rénium és a technécium nedves levegőn lassan fényét veszti.

## Fordítás
- Ez a szócikk részben vagy egészben  a   Noble metals című angol Wikipédia-szócikk ezen változatának fordításán alapul.  Az eredeti cikk szerkesztőit annak laptörténete sorolja fel. Ez a jelzés csupán a megfogalmazás eredetét és a szerzői jogokat jelzi, nem szolgál a cikkben szereplő információk forrásmegjelöléseként.

## Külső hivatkozások
- noble metal - chemistry Encyclopædia Britannica, online kiadás (angol)
- Csaknem minden fém Fermi-felülete megtalálható az alábbi helyen, így innen ellenőrizhető, mely mely sávok találhatók a Ferm-szint felett: Fermi Surface Database (angol)
- Az alábbi cikk segíthet megérteni a sávszerkezet és a nemesfém kifejezések közötti kapcsolatot: Hüger, E.; Osuch, K. (2005). „Making a noble metal of Pd” (angol nyelven). EPL (Europhysics Letters) 71, 276. o. DOI:10.1209/epl/i2005-10075-5.